# De Hazenhut
De Hazenhut was oorspronkelijk de naam van een boerderij (met logement en tapperij) die in de Peel was gelegen aan de oude weg tussen Venray en Bakel, ter hoogte van Vredepeel. Nadat de boerderij in 1903 was afgebrand, ging de naam over op de in 1917 gebouwde boerderij.

## Geschiedenis
Omstreeks 1820 werd door Peter van Haesenhorst uit Venray een boerderijtje gebouwd op de provinciegrens met Noord-Brabant en Limburg. Vermoedelijk was het eerder een schaapskooi geweest, die nu tot boerderij werd verbouwd, opgetrokken uit stenen, stro en plaggen.
De boerderij was gelegen aan de weg tussen Venray en Bakel, ter hoogte van de aftakking richting Gemert. Deze weg was destijds een van de weinige plaatsen waar men de Peel kon oversteken. Vandaar dat Van Haesenhorst naast het boerenleven tevens een logement met tapperij startte, waar vele Peelreizigers gebruik van maakten. In de kelder van het pand werd illegale jenever gestookt die aan bezoekers werd verkocht of naar Noord-Brabant werd gesmokkeld. Al gauw kreeg het pand de bijnaam "Hazenhut". Na het overlijden van Van Haesenhorst nam zijn dochter de zaak over, maar zij verkocht het pand na vijf jaar.
In 1902 werd het pand verlaten. Toen in 1903 een heidebrand ontstond vatte de inmiddels leegstaande boerderij vlam en brandde geheel uit. De restanten bleven nog een aantal jaren liggen.
In 1917 werd de grond gekocht door Johannes Ruypers uit Klimmen. Hij bouwde een nieuwe boerderij circa 1 kilometer oostelijker, die ook de naam Hazenhut droeg. Na hem volgden nog diverse bewoners. In 1928 brandde de schuur af.
Tijdens de Tweede Wereldoorlog raakte de boerderij ernstig beschadigd. Na herstel van de schade werd het nog bewoond door de familie Van Tilburg-Emonds tot de onteigening in het jaar 1954. In dat jaar werden de boerderij en omgeving door de gemeente Venray verkocht aan het Ministerie van Defensie. Het beboste gebied werd bouwrijp gemaakt voor aanleg van een militair vliegveld, de latere Luitenant-generaal Bestkazerne. De boerderij werd niet gesloopt, maar verbouwd tot cultuurtechnisch kantoor van de Heidemij, kantine en opslagplaats.
De Hazenhutsedijk is genoemd naar de boerderij.